# Ichneumon crassipes
Ichneumon crassipes là một loài tò vò trong họ Ichneumonidae.